# Bonte Poort
Bonte Poort (gem. Bunschoten) of Bontepoort (gem. Nijkerk) is een buurtschap tussen de plaatsen Bunschoten-Spakenburg en Nijkerk in de polder Arkemheen. De buurtschap ligt aan beide zijden van het deels gekanaliseerde riviertje de Laak dat de gemeente- en provinciegrens van Bunschoten (Utrecht) en Nijkerk (Gelderland) is. Deze polder is een Natura 2000-natuurgebied en ligt voor het Utrechtse deel in het Eemland.
Bonte Poort bestaat hoofdzakelijk uit de gelijknamige straat, deel van de oude weg tussen Bunschoten en Nijkerk. 
De naam is ontleend aan een eerdere boerderij die hier op een dekzandheuvel stond. De omgeving van deze zandopduiking bestaat uit veen- en kleilagen. De veenlagen tegen de voormalige zeedijk aan zijn soms wel enkele meters dik.
Stad: Bunschoten

Dorpen: Spakenburg · Eemdijk

Buurtschap: Bonte Poort (deels) · Zevenhuizen

Utrecht · Plaatsen in de provincie      Nederland · Provincies · Gemeenten
Stad: Nijkerk      Dorpen: Hoevelaken · Nijkerkerveen

Buurtschappen: Achterhoek · Appel · Bontepoort (deels) · Doornsteeg · Driedorp · Holk · Holkerveen · Kruishaar · Nekkeveld · Palestina · Prinsenkamp · Slichtenhorst · De Veenhuis · 't Woud · Wullenhoven 

Gelderland: Steden en dorpen in Gelderland      Nederland: Provincies · Gemeenten